# Михайлов, Терентий Михайлович
Терентий Михайлович Михайлов (3 апреля 1902, Базово, Томская губерния — 30 декабря 1948, Умань, Киевская область) — старшина Рабоче-крестьянской Красной армии, участник Великой Отечественной войны, Герой Советского Союза (1943).

## Биография
Терентий Михайлов родился 3 апреля 1902 года в посёлке Базово Ординской волости Барнаульского уезда Томской губернии (ныне — Чулымский район Новосибирской области). Окончил начальную школу. С начала 1930-х годов жил и работал в Кемерово. В 1942 году Михайлов был призван на службу в Рабоче-крестьянскую Красную армию. С февраля 1943 года — на фронтах Великой Отечественной войны.
К сентябрю 1943 года старший сержант Терентий Михайлов командовал отделением 168-го отдельного сапёрного батальона 121-й стрелковой дивизии 60-й армии Центрального фронта. Отличился во время битвы за Днепр. 27 сентября 1943 года Михайлов совершил несколько рейсов в районе села Глебовка Вышгородского района Киевской области Украинской ССР, доставив большое количество боеприпасов на западный берег, благодаря чему плацдарм был успешно удержан и расширен.
Указом Президиума Верховного Совета СССР от 17 октября 1943 года за «образцовое выполнение боевых заданий командования на фронте борьбы с немецкими захватчиками и проявленные при этом мужество и героизм» старший сержант Терентий Михайлов был удостоен высокого звания Героя Советского Союза с вручением ордена Ленина и медали «Золотая Звезда» за номером 1185.
После окончания войны в звании старшины Михайлов был демобилизован. Проживал и работал в Умани. Скоропостижно скончался 30 декабря 1948 года, похоронен на Мещанском кладбище Умани.
Был также награждён орденом Отечественной войны 2-й степени и рядом медалей.